# 피스트 오브 러브
《피스트 오브 러브》(영어: Feast of Love)는 2007년 미국의 드라마 영화이다. 찰스 백스터의 동명 소설을 원작으로 로버트 벤턴이 연출하고, 모건 프리먼, 그레그 키니어, 셀마 블레어, 알렉사 다벌로스, 라다 미첼, 빌리 버크, 토비 헤밍웨이, 제인 알렉산더 등이 출연하였다.

## 출연
- 모건 프리먼 - 해리 스티븐슨 역
- 그레그 키니어 - 브래들리 스미스 역
- 라다 미첼 - 다이애나 크로치 역
- 빌리 버크 - 데이비드 왓슨 역
- 셀마 블레어 - 캐스린 스미스 역
- 알렉사 다벌로스 - 클로이 발로 역
- 토비 헤밍웨이 - 오스카 갬런 역
- 제인 알렉산더 - 에스터 스티븐슨 역
- 프레드 워드 - 뱃 갬런 역
- 스타나 캐틱 - 제니 역
- 머로잔 에리커 - 마르기트 베카시 의사 역
- 마고 마틴데일 - 점쟁이 매거롤리언 부인 역